# Physaria obcordata
Physaria obcordata är en korsblommig växtart som beskrevs av Reed Clark Rollins. Physaria obcordata ingår i släktet Physaria och familjen korsblommiga växter. Inga underarter finns listade i Catalogue of Life.

## Bildgalleri

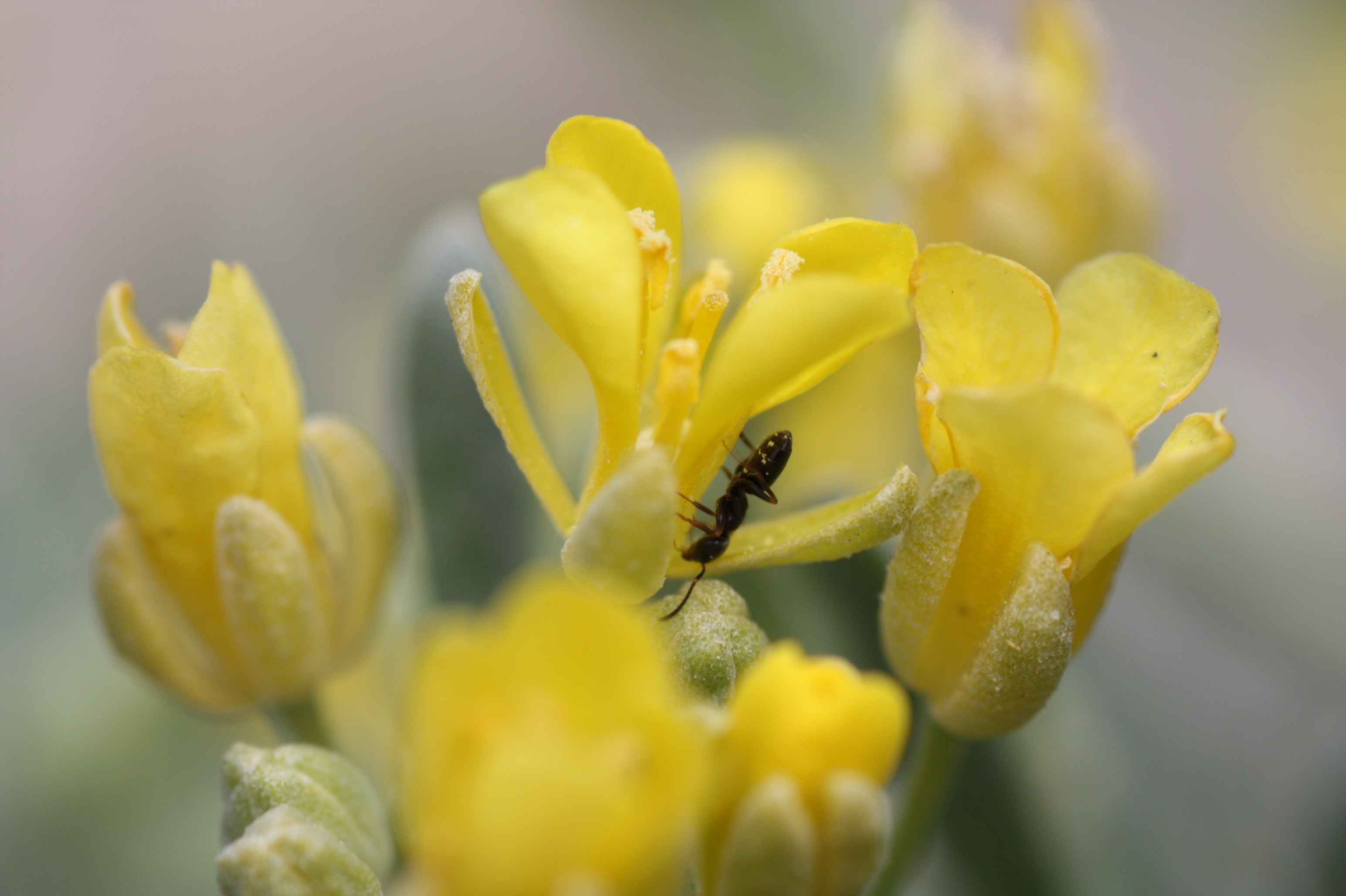
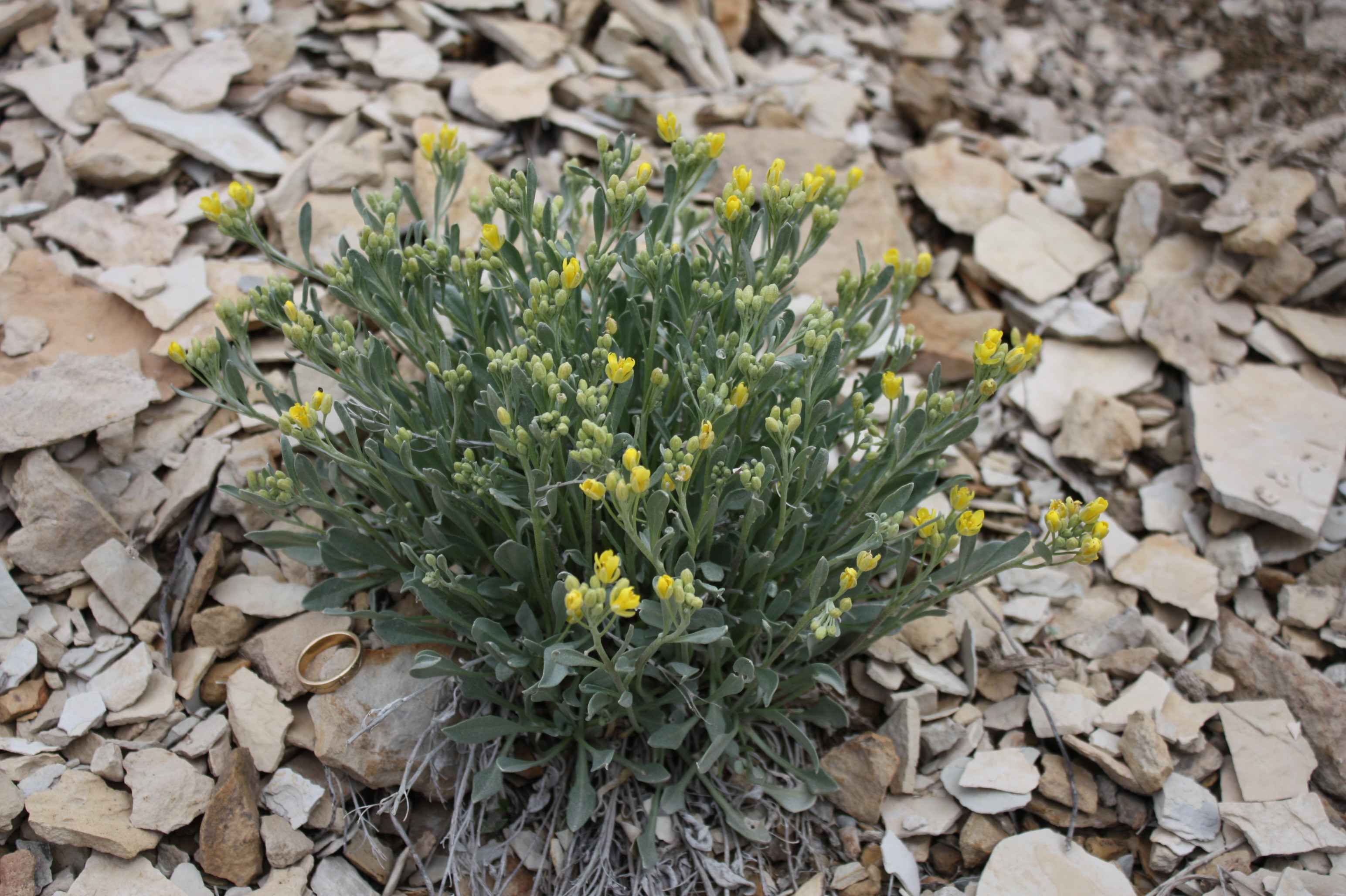